# ピアスタワー
座標: 北緯34度42分34秒 東経135度29分50秒 / 北緯34.709536度 東経135.497278度
ピアスタワーは、大阪府大阪市北区豊崎三丁目に所在する高層ビルである。化粧品、化学メーカーであるピアス本社が入居する自社ビルとしての側面も持つが、他のテナントも入居させている。

## 建物概要
- 所在地：大阪府大阪市北区豊崎三丁目
- 階数：地上28階、塔屋1階、地下2階
- 用途：オフィス
- テナント：ピアス、日本テクニカルグループ、アクサフィナンシャル生命保険ほか